# Basische Ernährung
Die basische Ernährung ist eine alternativmedizinische Ernährungslehre und seit etwa 1913 bekannt.
Beim Abbau schwefelhaltiger Aminosäuren (Methionin und Cystein) entsteht im Körper Schwefelsäure, die über den Urin ausgeschieden wird und diesen folglich ansäuert. Während die (akute) Azidose (zu niedriger Blut-pH) ein anerkanntes (oft intensivmedizinisches) Krankheitsbild darstellt, sprechen Anhänger der basischen Ernährung auch völlig gesunden Menschen die Fähigkeit ab, ihren Säure-Basen-Haushalt über die Niere zu regulieren (sog. „chronische Übersäuerung“). Zum Beleg werden mitunter pH-Tests des Urins durchgeführt, obwohl ein niedriger Harn-pH gerade Ausdruck einer funktionierenden Säureausscheidung ist. Damit der Körper nicht „übersäuert“, müsse der Anteil basenbildender Nahrungsmittel gesteigert werden; als Nahrungsergänzungsmittel werden dafür Citratsalze („Basenpulver“) propagiert. Während die Säurebildung bei eiweißreicher Ernährung physiologisch erklärbar ist, werden in der Alternativmedizin viele Lebens- und Genussmittel, die ungesund erscheinen oder es tatsächlich sind, auch ohne derartige Begründung als säurebildend tituliert.
Ein Wirksamkeitsnachweis wurde nie erbracht, es fehlt zudem ein plausibler Wirkmechanismus. Fachorganisationen und Verbraucherschutz sehen für einen normal ernährten Menschen keine Vorteile.

## Theorie

### Grundannahmen und ihre Evidenz
Begründung für die basische Ernährung ist die Hypothese, der Körper werde durch zu viele säureproduzierende Anteile in den Nahrungsmitteln der üblichen „Zivilisationskost“ „übersäuert“, was den Säure-Basen-Haushalt des Körpers in ein gesundheitsschädliches Ungleichgewicht bringe. Eine derartige „chronische Übersäuerung“ (auch „latente Azidose“, nicht mit einer Azidose zu verwechseln, bei dem der übliche pH-Wert des Blutes unterhalb 7,35 liegt) habe auf die Dauer gesundheitsschädigende Folgen, die sich in Form von diversen Krankheiten und chronischen Leiden äußert, wie zum Beispiel Gicht, Arthrose, Erkrankungen des rheumatischen Formenkreises, Neurodermitis, Osteoporose, Muskelschmerzen, chronische Müdigkeit, Schlafstörungen, Herzrhythmusstörungen, Allergien und auch Krebs. Zucker, Kaffee, Getreideprodukte, Mineralwasser mit Kohlensäure sowie tierische Eiweißquellen wie Fleisch, Milch und Käse sollen beispielsweise zu den Nahrungsmitteln zählen, die eine solche „Übersäuerung“ bewirken.
Die genannten Folgen einer dieser Hypothese entsprechenden ernährungsbedingten Übersäuerung werden damit begründet, dass die überschüssigen Säuren im Körper, welche überwiegend im Bindegewebe gespeichert würden, basische Mineralien des Körpers z. B. aus den Knochen an sich binden und Salze bilden würden, was schließlich unter anderem zur Demineralisation des Knochengewebes führe. Außerdem lagerten sich die entstehenden Salze und auch die Säuren selbst in Zellen und Geweben ab, insbesondere in dem Bindegewebe aller Organe. Solchen als pathologisch bezeichneten Prozessen beuge die basische Ernährung vor, beispielsweise sollen Obst und Gemüse durch ihren geringen Proteingehalt und den hohen Gehalt an Natrium, Kalium und Magnesium einer „Übersäuerung“ entgegenwirken. Außerdem könne eine basische Ernährung bereits vorhandene Krankheiten heilen.
Die Krankheitsbilder einer akuten Azidose und als Gegenteil davon Alkalose sind in der evidenzbasierten Medizin bekannt und treten bei gesunden Menschen nur kurzfristig auf. Der Körper reguliert das Säure-Basen-Gleichgewicht selbstständig. Überschüssige Säuren werden über die Nieren ausgeschieden, beim Ausatmen wird Kohlenstoffdioxid ausgeschieden; auch der Schweiß enthält Säuren, ebenso der ausgeschiedene Kot. Dauerhafte Azidosen sind nur bei Stoffwechselerkrankungen wie Diabetes mellitus und Funktionsstörungen der Nieren bekannt. Sind unter diesen Umständen permanent zu viele Säuren im Blut, wird zum Ausgleich nach einiger Zeit Kalzium aus den Knochen abgebaut, was Osteoporose begünstigen kann.
Im Konzept der basischen Ernährung ist nicht die oben genannte akute Azidose des (arteriellen) Blutes gemeint, die als Blutazidose bezeichnet wird, und auch nicht der Harnsäurespiegel, sondern eine angebliche chronische Übersäuerung des Körpergewebes. Da sie ernährungsbedingt sei, wird sie auch seit einigen Jahren als alimentäre chronische Gewebeazidose bezeichnet (lat. alimentum ‚Nahrung‘). Es wird davon ausgegangen, dass auch gesunde Menschen überschüssige Säuren auf Dauer nicht ausscheiden können, was krankheitsfördernd wirke.

### Geschichte
Die These, dass ein Ungleichgewicht von Säuren und Basen im Körper Krankheiten verursache, wurde vermutlich zum ersten Mal von Francis de la Boe Sylvius im 17. Jahrhundert aufgestellt, damals noch bezogen auf die „Körpersäfte“ gemäß den Vorstellungen der Humoralpathologie. Die Empfehlung lautete, die Patienten entsprechend mit Säuren oder mit Laugen zu behandeln. Anfang des 20. Jahrhunderts griffen zunächst Howard Hay und Franz Xaver Mayr diese Theorie auf. Von Mayr stammt der Ausspruch „die Säure ist das Zellgift schlechthin“.
Die Hypothesen zur Übersäuerung des Körpers wurden Anfang des 20. Jahrhunderts populär und von mehreren Diät-Begründern vertreten, darunter Howard Hay (Trennkost), Maximilian Bircher-Benner (Vollwertkost) und Are Waerland (Waerland-Kost). Der schwedische Biochemiker Ragnar Berg hat den angeblichen Säure- und Basengehalt in vielen Lebensmitteln durch Analyse der Asche nach der Verbrennung ermittelt. Er setzte Kationen mit Basen und Anionen mit Säuren gleich. Diese Befunde korrelierten mit ermittelten Harnwerten nach vorwiegend pflanzlicher und überwiegend fleischlicher Kost. Berg formulierte daraufhin die Theorie vom Säureüberschuss im Körper, die schließlich sogar zum „Säuretod“ führen könne, da er die Ketoazidose bei Diabetikern mit Übersäuerung in Verbindung brachte.
Diese Theorie wurde von Bircher-Benner aufgegriffen: „Wächst der Säureüberschuss so hoch an, dass die Nahrungsbasen nicht mehr hinreichen (…) so gerät der Organismus nach und nach in Säurenot, bis sich schließlich die Acidose, ein Zustand lebensgefährlicher Säurevergiftung, einstellt.“ Bircher-Benner machte die Harnsäure auch für die Entstehung von Krebs verantwortlich. Der Mediziner und Biochemiker Otto Warburg beobachtete, dass Krebszellen Traubenzucker vergären statt ihn zu verbrennen, sodass der Tumor seine Umgebung durch Milchsäure ansäuert (Warburg-Effekt). Anhänger der basischen Ernährung schlossen daraus irrtümlich, Warburg habe in umgekehrter Kausalität die Übersäuerung als Ursache des Tumorwachstums identifiziert.
1927 erschien ein Buch des amerikanischen Journalisten und Naturkostbefürworters Alfred McCann auf Deutsch unter dem Titel Kultursiechtum und Säuretod, in dem ebenfalls die Übersäuerungstheorie vertreten wird. Weil die Säuren über die Nieren ausgeschieden werden, bezeichnete McCann Fleischesser als „Nierenmörder“.

## Bewertung und Kritik
- Wissenschaftler und Wissenschaftsjournalisten sehen diese Ernährungsform äußerst kritisch.[5][6][7][8]
- Die Bewertung eines Lebensmittels nach der Zusammensetzung der Asche ignoriert die organischen Bestandteile vor dem Veraschen.
- Der Säure-Basen-Haushalt wird im Körper streng reguliert.[9] So wird der pH-Wert des Blutes konstant zwischen 7,35 und 7,45 gehalten. Verschiedene Puffersysteme ermöglichen diese Kontrolle, z. B. ist das wichtigste Puffersystem für das Blut und den extrazellulären Raum das Kohlensäure-Bicarbonat-System. Auch der intrazelluläre pH-Wert wird reguliert und liegt bei pH 7,0–7,2.[10] Dies geschieht ohne einen relevanten Einfluss der Ernährung.[9][11]
- Die hessische Verbraucherzentrale bezeichnet basische Ernährung und entsprechende Nahrungsergänzungsmittel als überflüssig. In ihrer Stellungnahme heißt es: „Die natürlichen Puffersysteme des Körpers, eine ausgewogene Ernährung mit reichlich Gemüse und Obst, mäßig tierischen Lebensmitteln, viel Trinken sowie Bewegung schützen ausreichend vor Übersäuerung.“[12]
- Ein saurer pH-Wert des Urins ist vor allem ein Beweis dafür, dass die Nieren tatsächlich überschüssige Säuren ausscheiden. Er schwankt im Laufe des Tages ständig. Dieser Wert ist kein sicherer Anhaltspunkt dafür, dass im Körper eine Übersäuerung vorliegt, dafür müsste der pH-Wert des Blutes ermittelt werden.[13]
- Es gibt weder einen wissenschaftlich anerkannten Nachweis für die Übersäuerungstheorie noch einen plausiblen Wirkmechanismus. Eine Wirksamkeit der basischen Ernährung bezüglich der Vermeidung oder Behandlung von Krankheiten konnte nicht nachgewiesen werden, insbesondere nicht als Anti-Krebstherapie.[14][11][9]
- Aus einer Stellungnahme der Deutschen Gesellschaft für Ernährung geht hervor, dass eine basenüberschüssige Kost „keine nachweisbaren gesundheitlichen Vorteile“ bringe.[15] Ferner stellt sie klar: „Eine durch die Ernährung verursachte Übersäuerung ist bei Gesunden jedoch nicht zu befürchten. Verschiedene Puffersysteme unseres Körpers regulieren die Säure-Basen-Konzentration im Blut und halten sie konstant. Zusätzliche „basenfördernde“ Nahrungsergänzungsmittel einzunehmen ist unnötig“.[16]
- Ganz unterschiedliche Erkrankungen und Symptome prinzipiell monokausal auf die Ernährung zurückzuführen, entspricht nicht dem aktuellen Kenntnisstand von Medizin und Ernährungswissenschaften.
- Zwar kann eine solche Diätform durch die obst- und gemüsereiche sowie fleischreduzierte Kost allgemeine Vorteile für die Gesundheit entfalten. Jedoch werden in der sog. basischen Ernährung auch sehr gesunde Nahrungsmittel als „sauer“ eingestuft und sollen damit vermieden werden, z. B. Bohnen, Vollkorngetreide oder Karotten.[9] Im schlimmsten Fall kann die Diät zur Unterernährung führen.[11] Zudem bestehen weitere Risiken, z. B. das für Knochenbrüche im Alter aufgrund einer vermeintlichen Übersäuerung. So zeigt sich anhand zweier untersuchter Meta-Reviews, dass eine sogenannte säurebetonte Ernährung keine negativen Auswirkungen auf die Knochen hat.[2][17]
- Basische Nahrungsergänzungsmittel wurden vom Verbrauchermagazin Öko-Test bestenfalls als „mangelhaft“, die meisten mit „ungenügend“ bewertet.[18] Dies liege am fehlenden Nutzen für den gesunden Verbraucher, den überdosierten Inhaltsstoffen und einer ungenügenden Deklaration.